# كاسيوبي (كيركيرا)
كاسيوبي (Κασσιόπη) هي مدينة في كيركيرا في مقاطعة كينتريكي إلادا في اليونان.
يبلغ عدد سكانها حوالي 1360 نسمة.